# Kim Thehun (taekwondózó)
Kim Thehun (hangul: 김태훈, RR: Kim Tae-hun; 1994. augusztus 15.–) dél-koreai taekwondózó.

## Pályafutása
A 2013-as taekwondo-világbajnokságon aranyérmet szerzett légsúlyban, majd a 2015-ös világbajnokságon megvédte a címét. A 2014-es ázsiai játékokat is megnyerte súlycsoportjában.
A 2016-os nyári olimpián nem sikerült bajnoki címet szereznie, bronzérmet nyert.